# 橋本一郎
橋本 一郎（はしもと いちろう、1985年10月17日 - ）は、日本の俳優、映画監督。鈍牛倶楽部所属。

## 人物
東京都出身。父親は同じく俳優の役所広司。
成城大学法学部法律学科卒業。柔道初段、茶道中級。大学では映画研究部に入る。
2007年、『俺は、君のためにこそ死ににいく』でデビュー。翌2008年に公開の『ひゃくはち〜我ら補欠 夢と煩悩のかたまり〜』で初めてセリフのある役を演じたが、同年に『劒岳 点の記』（2009年公開）を立山連峰で撮影中、かつて柔道で痛めた膝の古傷が悪化。監督の木村大作が仲村トオルらに諮ったところ、「検査の結果で決めよう」ということになり、帰京して検査を受けた結果、「これ以上の撮影続行は無理」と診断された（のちに入院・手術）。しかし、彼をこのまま撮影隊から離脱させるのは忍びないとの監督の計らいに加え、撮影方法が順撮りであったこともあり、橋本が演じる吉田清三郎が膝の古傷の痛みに苦しみながら叫び、小島烏水らが彼を下山させる相談をするシーンが急遽挿入された（『劒岳 点の記』のパンフレットより）。
2023年10月6日、監督と主演を務めた映画『アーバンクロウ』がシモキタ - エキマエ - シネマ『K2』で公開された。

## 出演作品

### 映画
- 俺は、君のためにこそ死ににいく（2007年5月）
- ひゃくはち（2008年8月）
- 劒岳 点の記（2009年6月） - 吉田清三郎（日本山岳会） 役
- ネムリバ（2010年10月）
- 武士の家計簿（2010年12月） - 大山 役
- 冷たい熱帯魚（2011年1月）
- 学校をつくろう（2011年2月） - 目賀田種太郎 役
- マイ・バック・ページ（2011年5月）
- シンクロニシティ（2011年6月）
- 見えないほどの遠くの空を（2011年6月） - 佐久間 役
- セカンドバージン（2011年9月） - 坂口貴浩 役
- はやぶさ 遥かなる帰還（2012年2月）
- 僕達急行 A列車で行こう（2012年3月）
- 11・25自決の日 三島由紀夫と若者たち（2012年6月） - 斎藤英俊 役
- ニュータウンの青春（2012年11月）
- 悪の教典（2012年11月） - 小田嶋刑事 役
- 藁の楯（2013年） - 福岡県警刑事 役
- 人類資金（2013年） - 黒瀬 役
- 天心（2013年） - 木村武山 役
- ジョーカー・ゲーム（2015年）
- サクラ花 桜花最期の特攻（2015年） - 富田一等飛行兵曹 役
- 残穢（2016年） - 飯田章一 役
- 殿、利息でござる!（2016年） - 早坂屋新四郎 役
- 無頼（2020年）
- 信虎（2021年11月） - 穴山信君 役
- わたしのお母さん（2022年） - 夕子の夫 役[4]
- アーバンクロウ（2023年） - 主演・赤井一郎 役 ※監督
- 風のマジム（2025年公開予定）[5]

### 劇場アニメ
- おおかみこどもの雨と雪（2012年7月公開） - 声の出演

### テレビドラマ
- セカンドバージン（2010年10月 - 12月、NHK） - 坂口貴浩 役
- 警視庁捜査一課9係 season7 最終話（2012年9月5日、テレビ朝日） - 池上勝 役
- 負けて、勝つ 〜戦後を創った男・吉田茂〜（2012年9月22日・10月6日、NHK） - 田中角栄 役
- 土曜ワイド劇場 犯罪心理学教授・兼坂守の捜査ファイル（朝日放送） - 継田総平 役
  - 喉を焼く連続殺人! 白い巨塔に仕組まれた心理トリックの罠！（2014年2月15日）
  - 心を自在に操る学者VS謎の連続餓死殺人!（2015年7月11日）
- シリーズ被爆70年 ヒロシマ 復興を支えた市民たち 第1回「鯉昇れ、焦土の空へ」(2014年9月26日、NHK広島)
- 金曜プレステージ 塔馬教授の天才推理2（2014年9月19日、フジテレビ）
- コウノドリ（2015年10月 - 12月、TBS） - 福田義人 役
- 日曜ワイド 「京都南署鑑識ファイル11」（2017年、テレビ朝日） - 谷村渉 役
- 闇の伴走者〜編集長の条件（2018年3月31日 - 4月28日、WOWOW） - 川端哲史 役[6]
- 孤独のグルメ Season7 特別編（2018年12月31日、テレビ東京） - 梨門邸・大将 役[7]
- 女子グルメバーガー部 第1話（2020年7月11日、テレビ東京） - 長谷川 役[8]
- 逃げるは恥だが役に立つ ガンバレ人類! 新春スペシャル!!（2021年1月2日、TBS）
- 演じ屋 第5話（2021年8月27日、WOWOW）
- 17才の帝国（2022年5月7日 - 、NHK総合） - 笹野聡 役
- 嫌われ監察官 音無一六 season1 第2話（2022年5月13日、テレビ東京） - 西川拓実 役
- ポップUP!ドラマ 昼上がりのオンナたち 第1話「マッチングアプリ」（2022年5月20日、フジテレビ） - 谷本圭佑 役[9]

### 配信ドラマ
- 季節のない街（2023年、Disney+） - イガワ 役

### 舞台
- MENSOUL PROJECT vol.1「BUT・AND」（2025年4月2日 - 13日、あうるすぽっと）[10]